# Rimski cirkus
Rimski cirkus bila je velika građevina na otvorenom namijenena javnim događajima u Rimskom Carstvu. Cirkusi su bili slični starogrčkim hipodromima, iako su služili u drukčije svrhe. Zajedno uz rimska kazališta i amfiteatre, cirkusi su bili jedno od glavnih mjesta za zabavu u to vrijeme. Cirkusi su se prvenstveno rabili za utrke dvokolica, konjske utrke, kao i predstave kojima su se obilježavali važni događaji u povijesti Carstva. Za događaje kojima su se nastojali rekonstruirati pomorske bitke, cirkusi su punjeni vodom.